# Deidades celtas

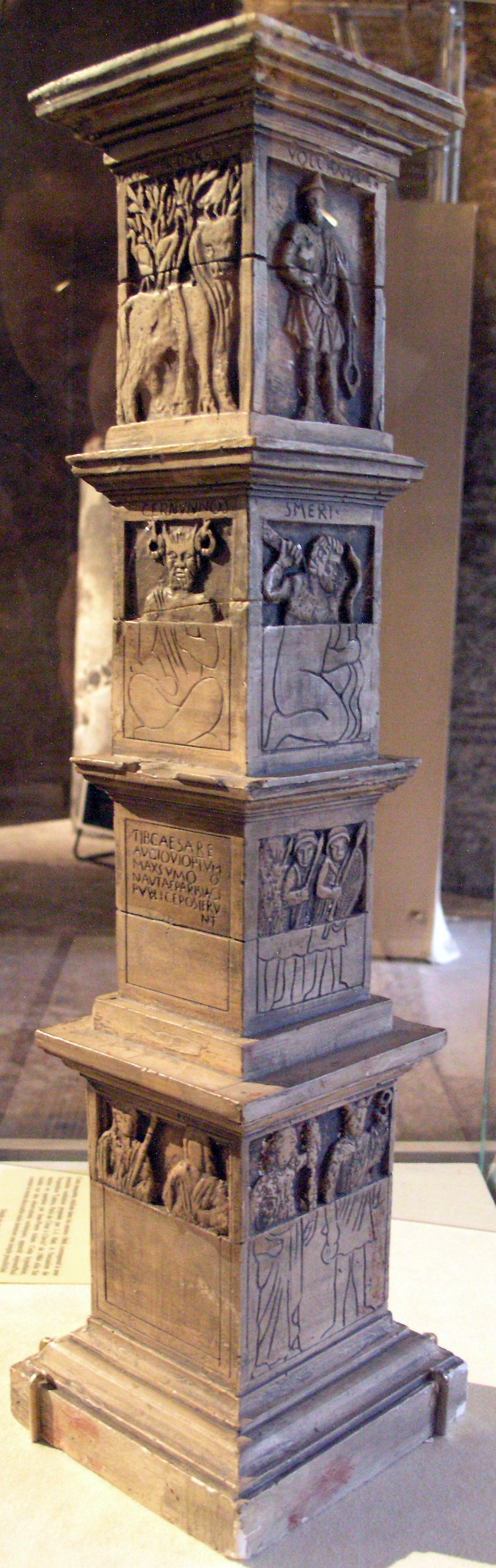
Réplica del incompleto Pilar de los Barqueros, de París, con cuatro dioses, entre los que está la única representación de Cernunnos en mencionarlo (izquierda, segundo desde arriba).

Los dioses de los pueblos celtas precristianos son conocidos por una variedad de fuentes, entre las que se incluyen antiguos lugares de culto, estatuas, grabados, objetos de culto y nombres de lugares o personales. Los antiguos celtas parecen haber tenido un panteón de deidades comparables a otras de la religión indoeuropea, cada una vinculada con aspectos de la vida y del mundo natural. A causa de un proceso de sincretismo, tras la conquista romana de áreas celtas, estas deidades celtas fueron asociadas con sus equivalentes romanas, y su culto continuó hasta la cristianización. Se encuentran pocas imágenes de deidades en el arte celta prerromano, y estas son difíciles de identificar, en tanto carecen de inscripciones, pero en el período posterior a la conquista se hicieron muchas más imágenes, algunas con inscripciones mencionando a la deidad. Así pues, la mayor parte de la información específica que poseemos proviene de escritores latinos y de la arqueología del período post-conquista. De manera más tentativa, es posible establecer vínculos entre antiguas deidades celtas y figuras de las literaturas galesa e irlandesa proveniente de la Alta Edad Media, si bien todas estas obras se compusieron mucho después de la cristianización.
El locus classicus respecto a los dioses celtas de la Galia es el pasaje que aparece en el Commentarii de Bello Gallico (Comentarios sobre la guerra de las Galias, 52-51 a. C.) de Julio César  en el que nombra seis de ellos, así como sus funciones. Escribe que Mercurio era el más adorado de todos los dioses y que se podían encontrar muchas imágenes de él. Mercurio era considerado el inventor de todas las artes, el patrón de los viajeros y comerciantes y el dios más poderoso en lo que respectaba al comercio y las ganancias. Después de él, los galos adoraban a Apolo, quien ahuyentaba las enfermedades, a Marte, quien controlaba la guerra, a Júpiter, quien gobernaba los cielos, y a Minerva, quien promovía las artesanías. Añade que los galos consideraban a Dis Pater como su ancestro.
Como era característico entre los romanos, César no se refiere a estas figuras por sus nombres nativos, sino por los nombres de los dioses romanos con los cuales los equiparaba, un procedimiento que complica la tarea de identificar a tales deidades galas con sus contrapartes en la literatura celta insular. También presenta una ordenada descripción esquemática de cada dios con una función específica correspondiente que es bastante ajena al testimonio literario vernáculo. Sin embargo, con todo y sus limitaciones, el breve catálogo de Julio César es un testimonio valioso.
Los dioses nombrados por César están bien documentados en el registro epigráfico posterior de Galia y Bretaña. Con frecuencia, sus nombres aparecen combinados con teónimos y epítetos celtas nativos, como Mercurio Visucius, Lenus Marte, Júpiter Poeninus o Sulis Minerva. También están muy extendidos teónimos no sincretizados, particularmente los de diosas tales como Sulevia, Sirona, Rosmerta y Epona. En total, varios cientos de nombres que contienen un elemento celta están documentados en Galia. La mayoría ocurren solo una vez, lo que ha llevado a algunos académicos a concluir que los dioses celtas y sus cultos eran locales y tribales en vez de nacionales. Quienes apoyan esta postura citan la mención que hace Lucano de un dios de nombre Teutates, lo que interpretan como «dios de la tribu» (se cree que teuta- significaba «tribu» en celta). También es posible explicar la multiplicidad de nombres de deidades de otras maneras: muchos, por ejemplo, pueden tratarse simplemente de epítetos aplicados a deidades principales por parte de cultos ampliamente extendidos.[cita requerida]

## Etimología y fuentes
La palabra indoeuropea reconstruida para los dioses o diosas, *deiuos, *deiuih2, está presente como raíz en todas las lenguas celtas. En galo y britónico es *dēvo- o *dīvo- y, además de mencionarse por nombre, también aparece en la inscripción bilingüe (del latín bilinguis «bilingüe») de Vercelli como teuoxtonion, de donde se deriva dēvo-gdonion «dioses y hombre». En irlandés es día (plural dè), en galés dwyw (anteriorimente duw). El nombre para los ríos Dee, que es común en Bretaña, se deriva del britón deva, «diosa».
Las ideas de los celtas acerca de sus deidades son esencialmente desconocidas, debido a la ausencia de tradiciones escritas antiguas sobre éstas. Se sabe que los dioses eran vistos de manera antropomórfica, incluyendo la distinción entre deidades masculinas y femeninas, así como la existencia de familias de dioses, gracias no solo a las muchas imágenes de culto, sino también a las analogías humano-dios que a menudo se encuentran en literatura. No es posible hablar de un panteón uniforme de deidades celtas, tal como los que se conocen por la mitología grecorromana.
Hipótesis acerca de la jerarquía de los dioses celtas y sobre las religiones indoeuropeas en su conjunto (la «teoría trifuncional») en la investigación sobre la religión y el mito comparados del siglo XX por el académico Georges Dumézil y sus sucesores, especialmente para el caso celta Jean J. Hatt y Jan de Vries, son vistas de manera más crítica por los celtólogos de la actualidad y en ocasiones ya no son aceptadas.

La Interpretatio Romana y la Interpretatio Graeca (esto es, la interpretación de los dioses celtas como deidades clásicas grecorromanas) solo representan una imagen muy simplificada de las funciones de los dioses y no dicen prácticamente nada sobre los mitos asociados. Los problemas de los griegos y romanos para identificar a las deidades celtas con las deidades clásicas se remontan a su amplia falta de comprensión de la complejidad de los dioses celtas. Por razones de política legal, Cicerón, quien quería utilizar este argumento para lograr una posición legal a favor de un cliente, asume que los galos son casi impíos. El evemerismo generalizado en la región celta de las islas británicas, primero convirtiendo a los héroes míticos en dioses, y luego tras la cristianización convirtiéndolos nuevamente en héroes mortales, muestra solo parcialmente los orígenes de la mitología antigua. Los nombres de las deidades se han conservado en el continente, mientras que en las islas, aunque en forma alienada, se han conservado sus mitos:
«Conocemos (al menos en parte) la religión de los celtas del continente, pero no su mitología, mientras que los celtas de las islas le dieron forma literaria a la mitología en una época en que la religión subyacente ya no existía» - Helmut Birkhan
Aunque el culto a algunas deidades estaba muy extendido, hoy en día se cree más probable que existieran comunidades de culto limitadas y ligadas localmente. La arqueología confirma que la mayoría de los nombres de dioses celtas conocidos se limitan a pequeñas áreas geográficas. A partir de imágenes, inscripciones (de consagración), tablillas de maldición y textos de autores antiguos, así como leyendas medievales tempranas, especialmente provenientes de las áreas celtas de las islas británicas, es posible distinguir algunos «arquetipos divinos» que se extendieron por toda la cultura celta. Un ejemplo de esto es Belenus/Belinus, a menudo equiparado con Apolo, que aparece en inscripciones en Aquilea (una fracción de la cual lleva aún hoy en el nombre de Beligna), en Francia (Saint-Chamas, Bayeux), en Gran Bretaña (comparar con el nombre del rey Cunobelino) y probablemente recibió culto también en Tracia. Por otra parte, intentos como los del académico Henri d'Arbois de Jubainville de postular al dios irlandés Lugh/Lugus como la deidad de la Galia son motivo de controversia. Sin embargo, el particularismo celta, casi que típico, y que fue a la vez políticamente decisivo, es responsable del culto exclusivamente local a un gran número de dioses (más de 400) y de que sus funciones, por lo tanto sean con frecuencia confusas y se superpongan con las de otras deidades. Por lo tanto, una clasificación de las deidades de acuerdo con tales funciones solo debe verse como una guía en cada caso. En cambio, es preferible suponer que las deidades tenían una pluralidad de funciones y que estas pasaban a primer plano individualmente según la ocasión y el culto.

## Características generales

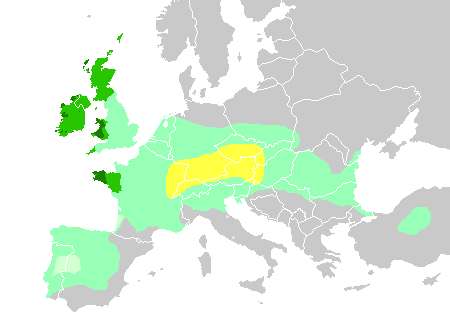
Expansión de los pueblos célticos en Europa.
Territorio de las Hallstatt y La Tène.
Territorio del idioma lusitano, sin afiliación clara.
Máxima expansión de las lenguas celtas en la Antigüedad clásica, pero perdidos antes del Medioevo.
Territorios donde se hablaban lenguas celtas durante la Edad Media.
Territorios donde aún se hablan con frecuencia las lenguas celtas.

Evidencia proveniente del período romano presenta una amplia gama de dioses y diosas que son representados por imágenes o dedicatorias inscritas. Ciertas deidades eran veneradas extensamente por todo el mundo celta, mientras que otras estaban limitadas a una sola región o incluso a una localidad específica. Ciertas deidades locales o regionales podían haber tenido mayor popularidad dentro de sus esferas que la que tenían las deidades suprarregionales. Por ejemplo, en el centro-este de la Galia, la diosa local de la sanación Sequana, de la actual Borgoña, era probablemente más influyente en las mentes de sus devotos locales que las Matres, que eran adoradas tanto en Bretaña, como en Galia y Renania.

### Cultos suprarregionales
Entre las divinidades que trascendían las fronteras tribales se encontraban las Matres, Cernunnos, el dios del cielo Taranis y Epona. Epona, la diosa de los caballos, era invocada por devotos que vivían en áreas tan separadas como Bretaña, Roma y Bulgaria. Un rasgo distintivo de las diosas madre era su frecuente representación como una tríada en muchas partes de Bretaña, en la Galia y en el Rin, si bien es posible identificar importantes diferencias regionales dentro de este grupo.
El dios celta del cielo también tenía variaciones en la forma en la que se lo percibía y en cómo se expresaba su culto. Con todo, el vínculo entre el Júpiter celta y la rueda solar se mantiene a lo largo de una amplia área, desde el Muro de Adriano hasta Colonia y Nimes.

### Cultos locales
Es posible en ocasiones identificar divinidades regionales, tribales o subtribales. Específico al pueblo de los remos del noroeste de la Galia es un grupo distintivo de tallados en piedra que representan a un dios de tres caras con rasgos faciales compartidos y barbas exuberantes. En la Edad del Hierro, esta misma tribu acuñó monedas con tres caras, un motivo que se encuentra en otras partes de la Galia. Otro dios tribal era Lenus, venerado por los tréveros. Era adorado en varios santuarios tréveros, el más espléndido de los cuales se encontraba en la mismísima capital tribal de Tréveris. Fue también, sin embargo, exportado a otras áreas: Lenus tiene altares dedicados a él en Chedworth en Gloucestershire y Caerwent en Gales.
Muchas divinidades celtas estaban extremadamente localizadas, ocurriendo a veces en tan solo un único santuario, quizás debido a que el espíritu en cuestión era un genius loci, el espíritu protector de un lugar en particular. En Galia, se registran más de cuatrocientos nombres diferentes de dioses celtas, de los cuales al menos 300 aparecen solo una vez. Secuana estaba confinada a su santuario manantial cerca de Dijon, y Sulis pertenecía a Bath. La pareja divina de Ucuetis y Bergusia era adorada únicamente en Alesia en Borgoña. El dios británico Nodens está asociado fundamentalmente con el gran santuario de Lydney (aunque también aparece en Cockersand Moss en Cumbria). Otras dos deidades británicas, Cocidio y Belatucadro, eran dioses marciales y se los adoraba a cada uno en territorios claramente definidos en la región del Muro de Adriano. Hay muchos otros dioses cuyos nombres pueden revelar su origen como espíritus topográficos. Vosego presidía las montañas de los Vosgos, Luxovio lo hacía sobre el asentamiento balneario de Luxeuil y Vasio sobre la ciudad de Vaison en el valle del Bajo Ródano.

### Parejas divinas
Un rasgo notable de la escultura gala y romano-celta es la frecuente aparición de deidades masculinas y femeninas en parejas, como Rosmerta y 'Mercurio', Nantosuelta y Sucellos, Sirona y Apolo Grannus, Borvo y Damona, o Marte Loucetio y Nemetona.

## Tipos de deidades notables

### Dioses astados

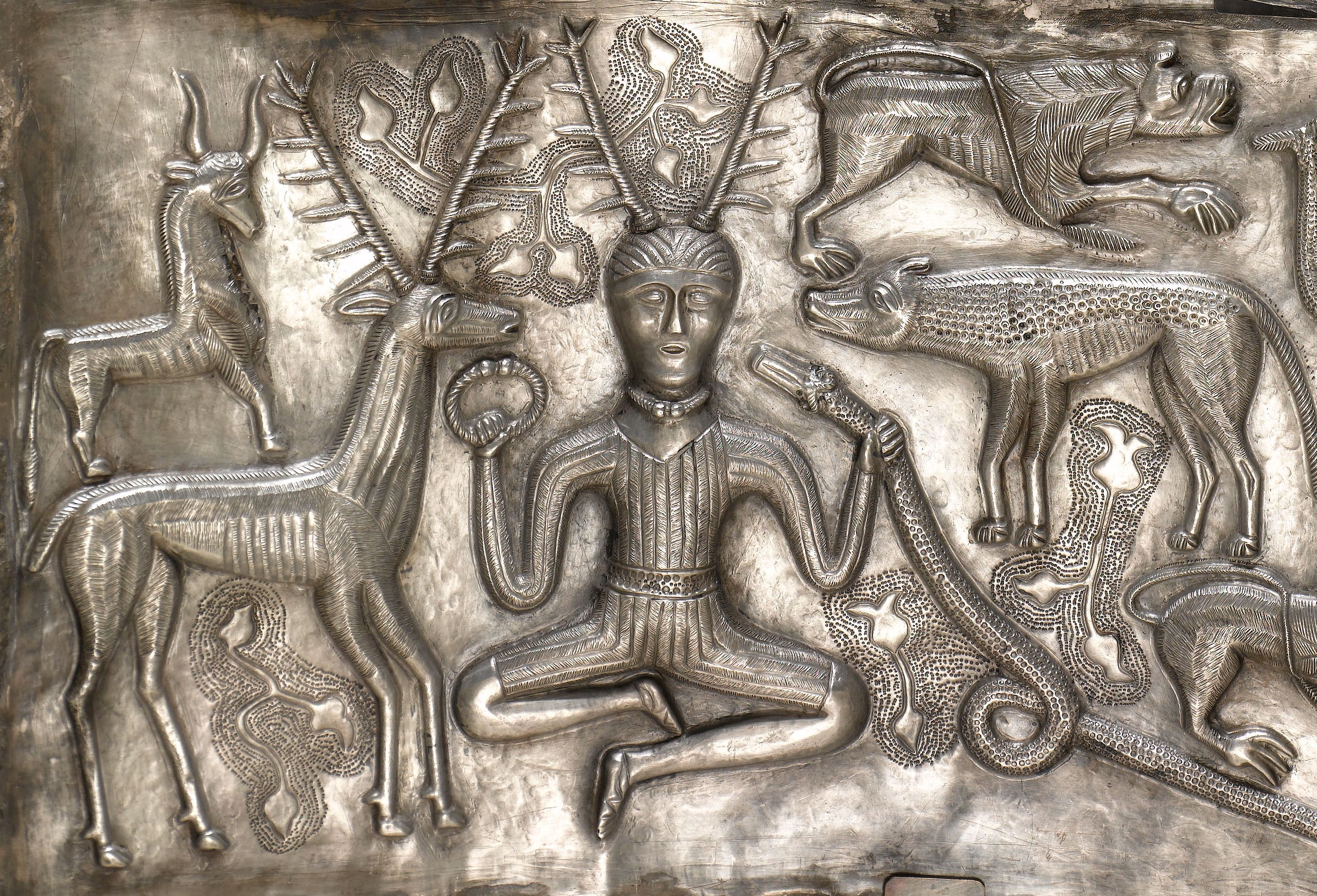
Detalle de la figura con astas que sostiene un torques y una serpiente con cabeza de carnero representada en el caldero de Gundestrup, de los siglos o a.C. descubierto en Jutlandia, Dinamarca.

Una figura recurrente en la iconografía gala corresponde a una deidad sentada con las piernas cruzadas y que tiene astas. Aparece a veces rodeada de animales, y a menudo lleva puesto un torques, o sostiene uno en su mano. El nombre que se le suele aplicar, Cernunnos, se documenta solo unas pocas veces: primero, en el Pilar de los Barqueros, un relieve de París (actualmente se puede leer ERNUNNOS, pero un boceto antiguo muestra que en el siglo XVIII decía CERNUNNOS). También en una inscripción proveniente de Montagnac (αλλετ [ει] νος καρνονου αλ [ι] σο [ντ] εας, «Alletinos [dedicó esto] a Carnonos de Alisontea» ) y finalmente en un par de inscripciones idénticas provenientes de Seinsel-Rëlent («Deo Ceruninco»). Las representaciones visuales de este tipo de deidad, sin embargo, están muy extendidas; la más antigua de la que se tenga conocimiento fue encontrada en Val Camonica en el norte de Italia,[cita requerida] mientras que la más famosa es la placa A del Caldero de Gundestrup, una vasija del siglo I a. C.. hallada en Dinamarca. En el Caldero de Gundestrup y, ocasionalmente, en otros lugares, Cernunnos, o una figura similar, aparece acompañado de una serpiente con cabeza de carnero. En Reims, la figura aparece representada con una cornucopia rebosante de granos o monedas.

### Deidades de la sanación
Se conocen deidades de la curación de muchas partes del mundo celta; frecuentemente están asociadas con aguas termales, pozos curativos, herbología o luz.
Brigid, la diosa triple de la sanación, la poesía y la herrería, es tal vez la más conocida de las deidades celtas insulares de la sanación. Se la asociaba con muchos manantiales y pozos curativos. Una diosa irlandesa de la sanación menos conocida es Airmed, asociada también con un pozo curativo y con el arte curativo de la herbología.
En la tradición romano-celta, Belenus (según la tradición, derivado de la raíz celta *belen- 'brillante', aunque se han propuesto de manera convincente otras etimologías) se encuentra principalmente en el sur de Francia y el norte de Italia. Apolo Grannus, si bien concentrado en el centro y este de la Galia, también «aparece asociado con aguas medicinales en Bretaña [...] y lejos en la cuenca del Danubio». La compañera de Grannus es con frecuencia la diosa Sirona. Otra deidad celta importante de la sanación es Bormo o Borvo, particularmente asociado con aguas termales como las de Bourbonne-les-Bains y Bourbon-Lancy. Se creía (y a menudo se cree hoy también) que tales aguas termales tenían valor terapéutico. Green interpreta el nombre Borvo en el sentido de «agua de manantial hirviente, burbujeante o en ebullición».

### Deidades solares
Aunque tradicionalmente dioses como Lug y Belenus han sido considerados dioses solares masculinos, tal conclusión se deriva de su identificación con el Apolo romano y, como tal, tal conclusión es controvertida.[cita requerida] Actualmente, se asume que el sol era femenino para la cultura celta, y se ha propuesto que varias diosas tienen posiblemente un carácter solar.
En irlandés, el nombre del sol, Grian, es femenino. Se asume generalmente que la figura conocida como Áine era sinónima con Grian o que era su hermana, asumiendo el papel del sol veraniego mientras que Grian era el sol invernal. Del mismo modo, Étaín ha sido considerada en ocasiones como otro teónimo asociado al sol; de ser este el caso, entonces la pan-celta Epona también podría haber sido originalmente de naturaleza solar, aunque el sincretismo romano la empujó hacia un rol lunar.[cita requerida]
La Sulis británica tiene un nombre análogo al de otras deidades solares indoeuropeas como el griego Helios y la hindú Suria, y lleva algunos rasgos solares como la asociación con el ojo, así como epítetos asociados con la luz. Se piensa a veces que el teónimo Sulevia, que está más extendido y probablemente no tenga relación con Sulis, sugería un rol pan-celta como diosa solar. Podría ciertamente haber sido la deidad solar de facto de los celtas.[cita requerida]
La galesa Olwen se ha considerado en ocasiones un vestigio de la diosa local del sol, en parte debido a la posible asociación etimológica con la rueda y los colores dorado, blanco y rojo.
Se ha sugerido a veces que Brigid tenía una naturaleza solar, lo que encajaría con su papel de diosa del fuego y de la luz.

### Deidades de aguas sagradas

#### Diosas
En Irlanda, hay numerosos pozos sagrados dedicados a la diosa Brigid. Hay dedicatorias a 'Minerva' en Bretaña y a lo largo de las regiones celtas del continente. En Bath, Minerva era identificada con la diosa Sulis, cuyo culto allí estaba centrado en las aguas termales.
Otras diosas también eran asociadas con manantiales sagrados, como Icovellauna entre los tréveros y Coventina en Carrawburgh. Damona y Bormana también cumplen esta función en compañía de Borvo, el dios de los manantiales (ver arriba).
Varias diosas eran ríos deificados, de manera particular Boann (del río Boyne), Sinann (el río Shannon), Secuana (el Sena deificado), Matrona (el Marne), Souconna (el Saona deificado) y tal vez Belisama (el río Ribble).

#### Dioses
La deidad marina más conocida es el dios Manannán, y su padre Lir es considerado generalmente como dios del océano. Nodens se asocia con la curación, el mar, la caza y los perros.
En el politeísmo lusitano y celta, Borvo (también Bormo, Bormanus, Bormanicus, Borbanus, Boruoboendua, Berobreo, Vabusoa, Labbonus o Borus) era una deidad curativa asociada con el agua burbujeante de los manantiales. Condatis asociado con las confluencias de ríos en Bretaña y Galia, Luxovius era el dios de las aguas de Luxeuil, adorado en Galia. Dian Cécht era el dios de la curación para los pueblos de Irlanda. Curaba con la fuente de la curación, y fue indirectamente la causa del nombre del río Barrow. Grannus era una deidad asociada con los balnearios, las aguas termales y minerales curativas y el sol.

### Deidades de los caballos

#### Diosas

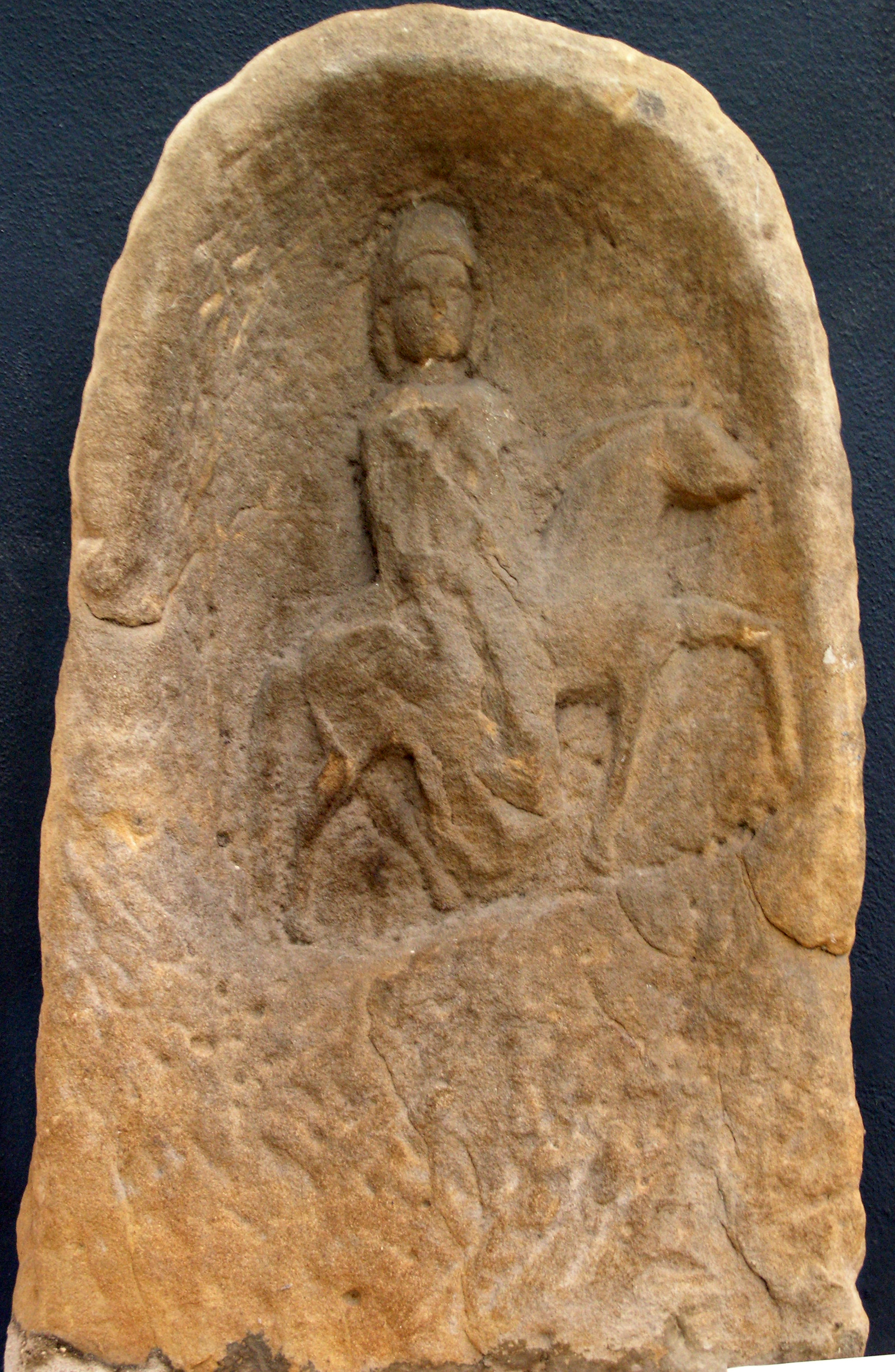
Epona, siglo III d.C., de Freyming (Mosela), Francia (Musée Lorrain, Nancy)

El caballo, instrumento de expansión indoeuropea, tiene parte en todas las mitologías de las varias culturas celtas. El culto de los galos a la diosa ecuestre Epona estaba muy extendido. Adoptado por la caballería romana, se extendió por gran parte de Europa, incluso hasta la misma Roma. Epona parece ser la encarnación de la «fuerza de los caballos» o la equitación, que era probablemente percibida como un poder vital para el éxito y la protección de la tribu. Tiene análogos insulares en la galesa Rhiannon y en las irlandesas Édaín Echraidhe (echraidhe, «montar a caballo») y Macha, que era más veloz que los corceles más rápidos.
Varias monedas celtas preconquista muestran a una jinete que puede ser Epona.
La diosa irlandesa ecuestre Macha, quizás una diosa triple ella misma, está asociada con la batalla y la soberanía. Si bien es una diosa por derecho propio, también se la considera parte de la diosa triple de la batalla y la matanza, Morrígan. Otras diosas por derecho propio que eran asociadas con Morrígan fueron Badhbh Catha y Nemain.

#### Dios
Atepomarus en la Galia celta era un dios de la curación, Mauvières (Indre). El epíteto a veces se traduce como «gran jinete» o «poseedor de un gran caballo».

### Diosas madres

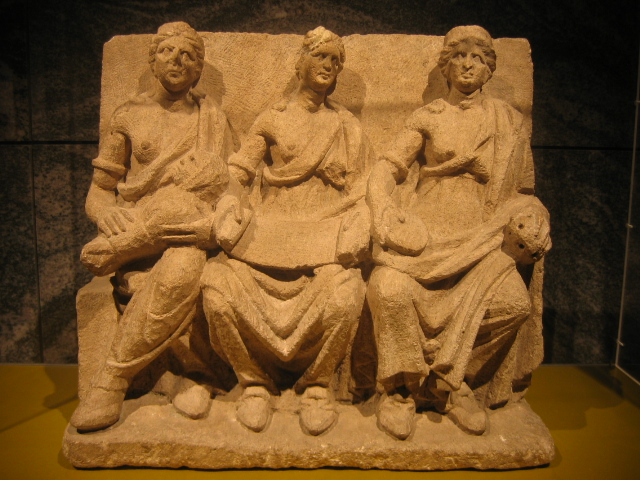
Relieve de terracota de las Matres, de Bibracte, ciudad de los heduos en la Galia

Las diosas madres son un rasgo recurrente en las religiones celtas. El registro epigráfico revela muchas dedicatorias a las Matres o Matronae, particularmente prolíficas en los alrededores de Colonia en la región de Renania. Iconográficamente, las madres celtas pueden aparecer solas o, con frecuencia, en tríadas. Por lo general sostienen frutos o cornucopias o paterae; también pueden aparecer como figuras de pechos completos (o de muchos pechos) lactando bebés.
Las tradiciones galesa e irlandesa conservan una serie de figuras maternas como las galesas Dôn, Rhiannon ('gran reina') y Modron (de Matrona, 'gran madre'), y las irlandesas Danu, Boand, Macha y Ernmas. Sin embargo, todas ellas cumplen muchos roles en la mitología y el simbolismo de los celtas, y su rol no puede limitarse solo al de la maternidad. En muchas de sus historias, el hecho de que tengan hijos solo se menciona de pasada y no es un aspecto central de su identidad. Las diosas «madres» pueden ser asimismo diosas de la guerra y la matanza, o de la curación y la herrería.
Las diosas madres eran a veces símbolos de soberanía, creatividad, nacimiento, fertilidad, unión sexual y crianza. En otras ocasiones, podían ser vistas como castigadoras y destructoras: sus hijos pueden ser útiles o peligrosos para la comunidad, y las circunstancias de sus nacimientos pueden llevar a maldiciones, geasa o dificultades, como en cuando Macha maldice a los hombres del Úlster o como cuando Rhiannon devora posiblemente a su hijo y el posterior castigo.

### Lug

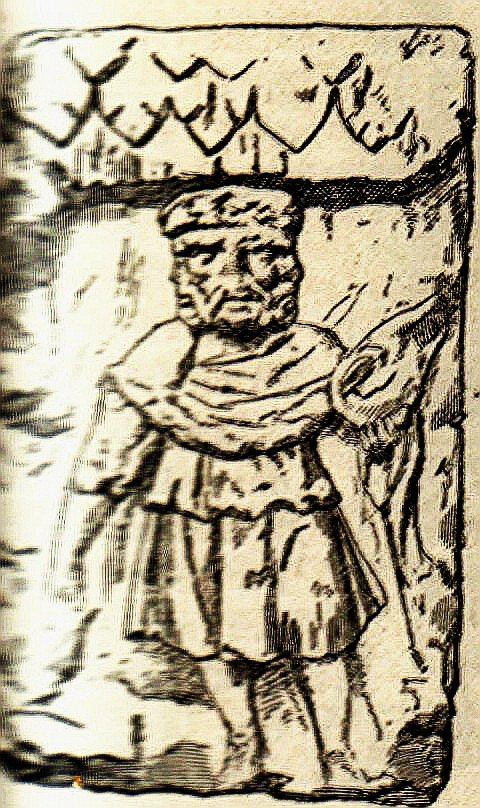
Imagen de un dios tricefálico identificado como Lugus, descubierto en París

De acuerdo con César, el dios más adorado por los galos era 'Mercurio', y así lo confirman numerosas imágenes e inscripciones. El nombre de Mercurio aparece a menudo combinado con epítetos celtas, particularmente en el este y centro de la Galia. Los más comunes de estos nombres incluyen los de Visucius, Cissonius y Gebrinius. Otro nombre, Lugus, se infiere del topónimo recurrente de Lugdunon ('el fuerte de Lugus') del que derivan sus nombres las ciudades modernas de Lyon, Laón y Loudun en Francia, Leiden en los Países Bajos, Lugo en Galicia, o Lugones, Lugo de Llanera o Lugás en Asturias. Un elemento similar puede encontrarse en Carlisle (anteriormente conocida como Castra Luguvallium), Legnica en Polonia y el condado de Louth en Irlanda, derivado del irlandés «Lú», que a su vez proviene de «Lug». Los cognados irlandeses y galeses de Lugus son Lugh y Lleu, respectivamente, y ciertas tradiciones relativas a estas figuras se entrelazan fácilmente con las del dios galo. La descripción que hace César de este último como «el inventor de todas las artes» casi que podía haber sido una paráfrasis del epíteto convencional de Lug, samildánach («poseído de muchos talentos»), mientras que Lleu es llamado «maestro de los veinte oficios» en los Mabinogi. Un episodio de la narración irlandesa de la batalla de Magh Tuireadh corresponde a una exposición dramática de la afirmación que hace Lug de ser el maestro de todas las artes y oficios. Inscripciones en España y Suiza, una de ellas de un gremio de zapateros, están dedicadas a Lugoves, nombre que se cree ampliamente es un plural de Lugus quizás refiriéndose al dios concebido en su forma triple.[cita requerida]Los Lugoves también se interpretan como un par de dioses correspondientes a los dioscuros celtas, en este caso Lug y Cernunnos.
El Mercurio galo parece tener a menudo la función de ser un dios de soberanía. Las representaciones galas de Mercurio lo muestran a veces con barba y/o con alas o cuernos saliéndole directamente de su cabeza, en lugar de salir de un sombrero alado. Ambas características son inusuales para el dios clásico. De manera más convencional, el Mercurio galo suele aparecer acompañado de un carnero y/o un gallo, y cargando un caduceo. Su imagen a veces es muy clásica.
Se dice que Lug instituyó el festival de Lugnasad, celebrado el 1° de agosto, en conmemoración de su madre adoptiva Tailtiu.
En monumentos e inscripciones galos, Mercurio suele estar acompañado de Rosmerta, a quien Miranda Green interpreta como una diosa de la fertilidad y la prosperidad. Green también señala que el Mercurio celta acompaña con frecuencia a las Deae Matres (ver más abajo).

### Taranis

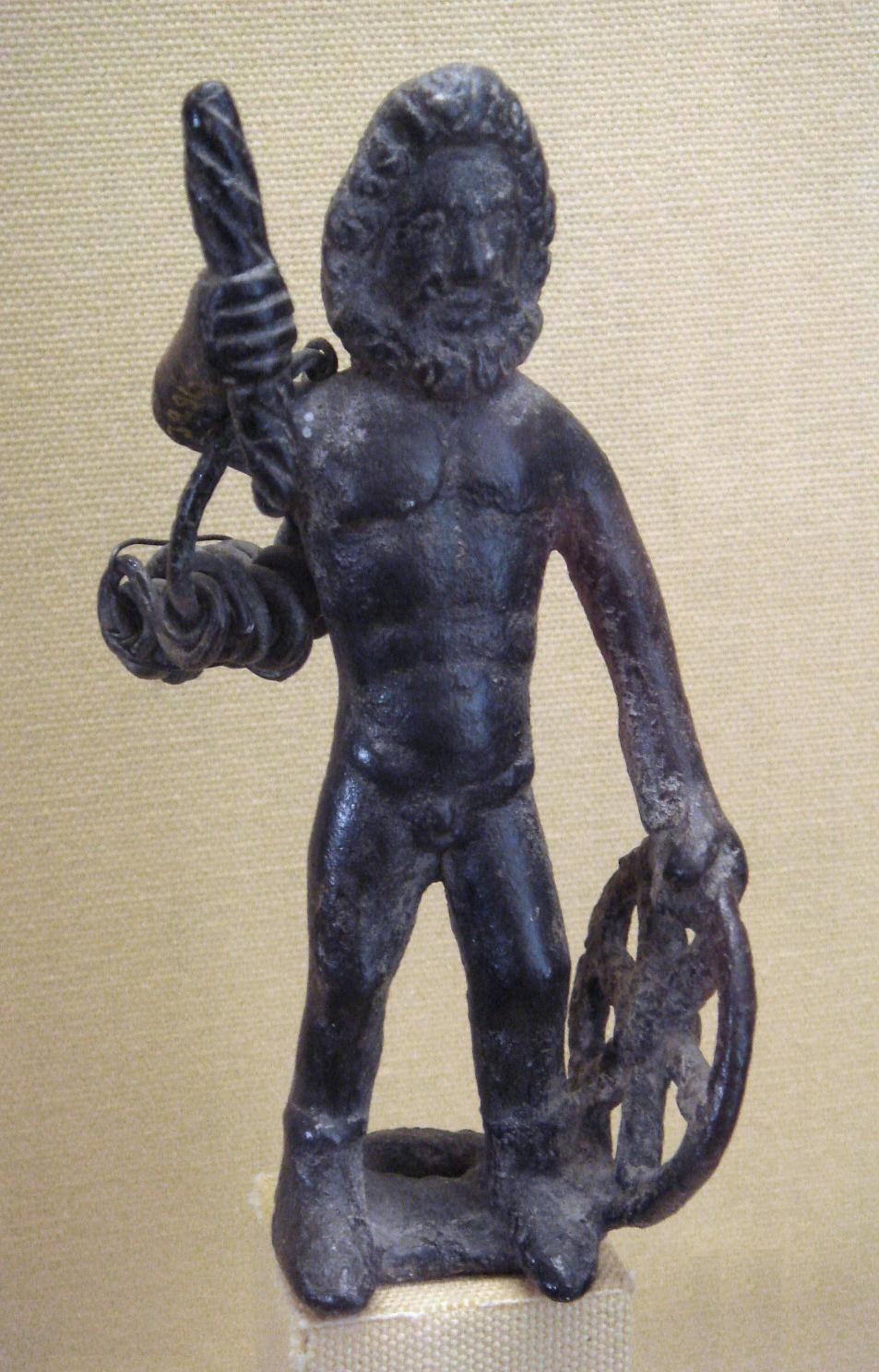
Taranis Júpiter galorromano con rueda y rayo, llevando torques. Alto Marne

El Júpiter galo es a menudo representado con un rayo en una mano y una rueda solar distintiva en la otra. Los académicos identifican con frecuencia a este dios de la rueda/cielo con Taranis, a quien menciona Lucano. El nombre de Taranis puede estar cognado con aquellos de Taran, una figura menor en la mitología galesa, y de Turenn, el padre de los ' tres dioses de Dana ' en la mitología irlandesa.
Se encuentran amuletos de ruedas en áreas celtas desde antes de la conquista.

### Toutatis
Teutates, también escrito Toutatis (celta: «Él, el de la tribu»), fue uno de los tres dioses celtas mencionados por el poeta romano Lucano en el siglo I, siendo los otros dos Esus («señor») y Taranis («trueno»). Según analistas posteriores, las víctimas sacrificadas a Teutates eran asesinadas al ser sumergidas de cabeza en una tina llena de un líquido no determinado. Los académicos actuales hablan con frecuencia de «los toutates « en plural, refiriéndose respectivamente a los patronos de las distintas tribus. De dos comentaristas posteriores sobre el texto de Lucano, uno identifica a Teutates con Mercurio y el otro con Marte. También se lo conoce por dedicatorias en Bretaña, en las que su nombre fue escrito Toutatis.
Paul-Marie Duval, quien considera al Marte galo como un sincretismo con el toutates celta, apunta que:

Les représentations de Mars, beaucoup plus rares [que celles de Mercure] (une trentaine de bas-reliefs), plus monotones dans leur académisme classique, et ses surnoms plus de deux fois plus nombreux (une cinquantaine) s'équilibrent pour mettre son importance à peu près sur le même plan que celle de Mercure mais sa domination n'est pas de même nature.
Las representaciones de Marte, mucho más raras [que las de Mercurio] (una treintena de bajorrelieves), más monótonas en su academismo clásico, y sus epítetos dos veces más numerosos (una cincuentena), se equilibran para poner su importancia casi al mismo nivel que la de Mercurio, mas su dominación no es de la misma naturaleza.
Duval (1993): 73 

### Esus
Esus aparece en dos monumentos continentales, incluido el Pilar de los Barqueros, como un hachero que corta ramas de los árboles.

### Dioses con martillos
Sucellos, el «buen golpeador», suele ser retratado como un hombre barbudo de mediana edad, con un martillo de largo mango, o tal vez un barril de cerveza colgando de un poste. Su compañera, Nantosuelta, aparece a veces junto a él. Cuando aparecen juntos, van acompañados de símbolos asociados con la prosperidad y la vida doméstica. Esta figura es a menudo identificada con la de Silvano, adorado en el sur de la Galia con atributos similares, con Dis Pater, de quien, según César, todos los galos se creían descendientes, y con el irlandés Dagda, el «buen dios», que poseía un caldero que nunca estaba vacío y un garrote enorme.

### Dioses de fuerza y elocuencia
Un dios que lleva un garrote identificado como Ogmios se observa fácilmente en la iconografía gala. En Galia, se lo identificaba con el Hércules romano. Era mostrado como un anciano de piel morena y armado con arco y garrote. También era dios de la elocuencia, y en ese aspecto se lo representaba dibujando junto a una compañía de hombres cuyas orejas estaban encadenadas a su lengua.
El equivalente irlandés de Ogmios era Ogma. Se dice que inventó la escritura Ogham, un sistema de escritura irlandés que data del siglo IV d. C.

### El toro divino

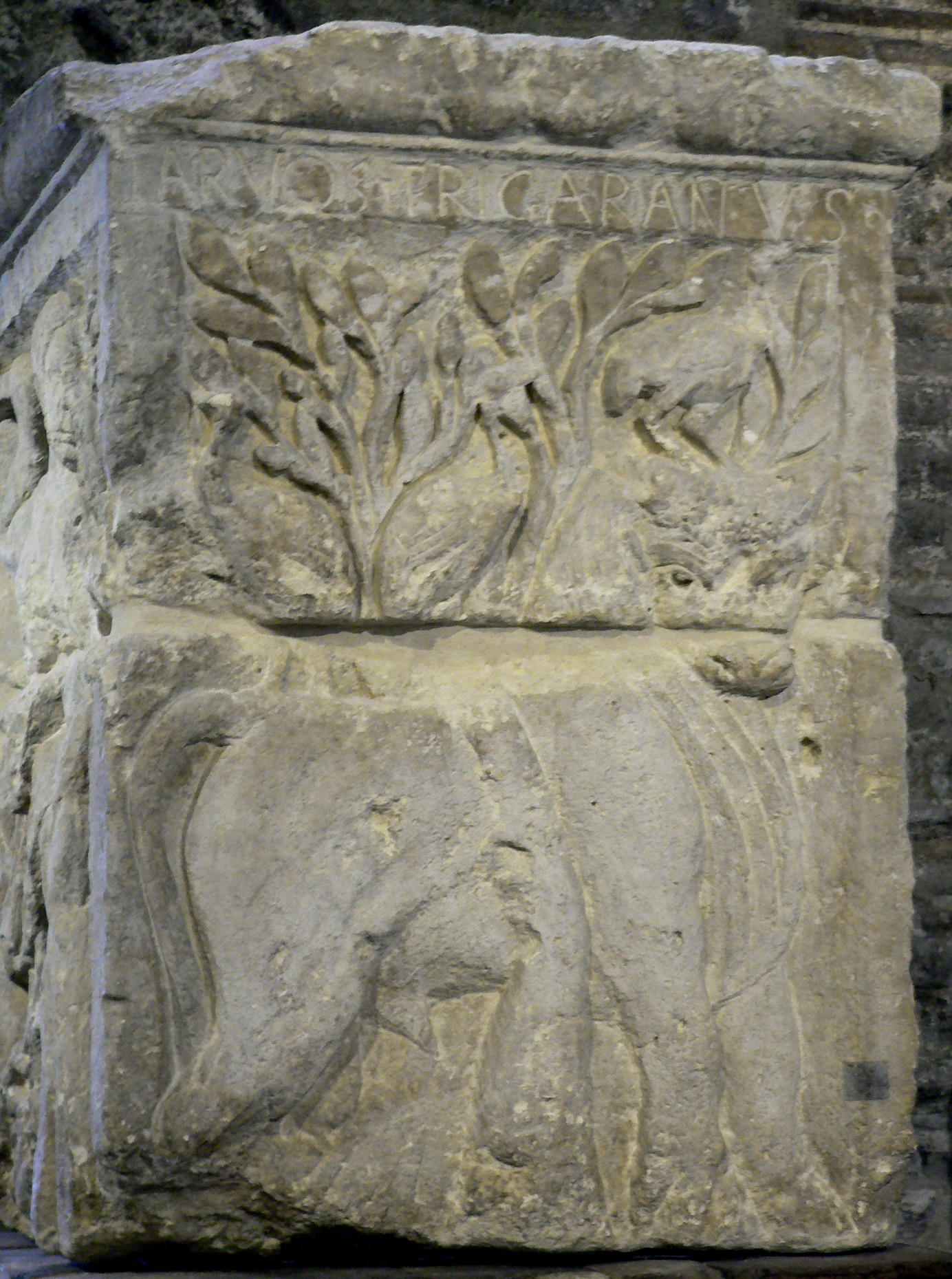
El relieve de Tarvos Trigaranus en el Pilar de los Barqueros.

Otro tipo de deidad zoomorfa prominente es el toro divino. Tarvos Trigaranus («toro con tres grullas») aparece representado en relieves en la catedral de Tréveris, Alemania, y en Notre-Dame de París.
En la literatura irlandesa, el Donn Cuailnge («Toro marrón de Cooley») juega un papel central en la épica Táin Bó Cuailnge («El abigeato de Cooley»).

### La serpiente con cabeza de carnero
Una característica serpiente con cabeza de carnero acompaña a los dioses galos en una serie de representaciones, incluyendo al dios astado del caldero de Gundestrup, así como Mercurio y Marte.

## Lista
La tabla a continuación muestra a algunos de los dioses y diosas celtas y romano-celtas mencionados anteriormente, en forma romanizada, así como sus nombres antiguos galos, británicos o ibéricos, así como los del Tuatha Dé Danann y personajes de los Mabinogion. Están ordenados de manera que sugieran algunas asociaciones lingüísticas o funcionales entre los dioses antiguos y figuras literarias; Huelga decir que todas estas asociaciones están sujetas a continuas revisiones y desacuerdos entre los académicos. En particular, académicos como Sjoestedt han señalado que es inapropiado intentar encajar a las deidades celtas insulares en un formato romano, pues tales intentos distorsionan seriamente a las deidades insulares.
| Interpretatio Romana | Galo, británico & celtibérico                       | galés        | Irlandés antiguo |
| -------------------- | --------------------------------------------------- | ------------ | ---------------- |
| Apolo                | Belenus Borvo Grannus                               | Beli Mawr    | Bel              |
| Apolo                | Maponos                                             | Mabon        | Maccan           |
|                      |                                                     | Bran         | Bran             |
| Victoria             | Bodua                                               |              | Mala B           |
| Victoria             | Brigantia                                           |              | Brigid           |
|                      | Cicolluis                                           |              | Cichol           |
| Baco                 | Cernunnos                                           | Amaethon     |                  |
|                      |                                                     | Don          | Danu             |
| Dīs Pater            |                                                     |              | Donn Dá Derga    |
|                      | Epona                                               | Rhiannon     | Macha            |
| Vulcano              | Gobannos                                            | Gofannon     | Goibniu          |
| Neptuno              |                                                     | Manawydan    | Manannán         |
| Lamiae               | Matronae                                            | Modron       | Morrígan         |
| Victoria             | Nemetona                                            |              |                  |
| Hércules             | Ogmios                                              | Eufydd       | Ogma             |
| Maia                 | Rosmerta                                            |              |                  |
| Higía                | Sirona                                              |              |                  |
| Silvanus             | Sucellus                                            |              | Dagda            |
| Minerva              | Sulis Belisama Senuna Coventina Icovellauna Secuana |              |                  |
| Junones              | Suleviae                                            |              |                  |
| Júpiter              | Taranis                                             | Taran        | Turenn           |
| Marte                | Nodens                                              | Lludd / Nudd | Nuada            |
| Marte                | Toutatis Cnabetius (Cenabetius)                     |              |                  |
| Marte                | Neton                                               |              | Neit             |
| Mercurio             | Lugus                                               | Lleu         | Lugh             |
| Mercurio             | Viducus                                             | Gwydion      |                  |
|                      | Nemedus                                             |              | Nemed            |
|                      | Crouga                                              |              | Crom Cruach      |